# Tellos d'Athènes
Tellos d'Athènes est un personnage de la Grèce antique évoqué par Hérodote. 
Dans son Œuvre, Hérodote raconte le dialogue d'un sage d'Athènes, Solon, avec Crésus, roi de Lydie.
Ce dernier le questionnant sur l'homme le plus heureux du monde reçoit cette réponse :

« Tout d’abord, répondit Solon, Tellos, citoyen d’une cité prospère, a eu des fils beaux et vertueux, et il a vu naître chez eux des enfants qui, tous, ont vécu ; puis, entouré de toute la postérité dont on peut jouir chez nous, il a terminé sa vie de la façon la plus glorieuse : dans une bataille qu’Athènes livrait à ses voisins d’Éleusis il combattit pour sa patrie, mit l’ennemi en déroute et périt héroïquement ; les Athéniens l’ont enseveli aux frais du peuple à l’endroit même où il est tombé, et ils lui ont rendu de grands honneurs. »

— Hérodote, Histoires d'Hérodote (neuvième édition)